# Saint-Victor-de-Morestel
Saint-Victor-de-Morestel település Franciaországban, Isère megyében. Lakosainak száma 1142 fő (2022. január 1.). Saint-Victor-de-Morestel Lhuis, Le Bouchage, Brangues, Creys-Mépieu, Morestel és Arandon-Passins községekkel határos.

## Népesség
A település népessége az elmúlt években az alábbi módon változott:
| Lakosok száma | 515  | 637  | 768  | 1067 | 1106 | 1101 | 1092 | 1093 | 1088 | 1142 |
|               | 1968 | 1982 | 1990 | 2006 | 2013 | 2015 | 2017 | 2019 | 2020 | 2022 |